# Inger Margrethe Gaarder
Inger Margrethe Gaarder född 1926, död 1993, var en norsk författare, rektor och pedagog. Hon skrev läroböcker och flera barn- och ungdomsböcker, bland annat om barn i främmande kulturer. Hon mottog Cappelenpriset 1986 och IBBY Norges Askeladdpris 1991.
Inger Margrethe Gaarder var gift med rektor Knut Gaarder. Hon var mor till författaren Jostein Gaarder.